# Crno tijelo
Crno tijelo je tijelo koje gotovo potpuno upija (apsorbira) vidljivu svjetlost, to jest kojemu je koeficijent apsorpcije za sve valne duljine svjetlosti gotovo jednak broju 1.
Apsolutno crno tijelo ili idealno crno tijelo je tijelo koje potpuno apsorbira sve zračenje koje na njega padne. Prema Kirchhoffovu zakonu zračenja, ono je ujedno i najbolji odašiljač zračenja. Idealno crno tijelo ne postoji, ali ga može prilično dobro zamijeniti velika zatvorena šupljina s malim otvorom i koja je toliko neprozirna da jedva odbija zračenje, jer zračenje koje uđe u tu šupljinu, gotovo da nema šansu da izađe. Budući da idealno crno tijelo upija sve valne duljine bez gubitaka, ono isto emitira sve valne duljine bez gubitaka, ovisno samo o termodinamičkoj temperaturi tog tijela. Apsolutno crno tijelo vrlo je pogodno za istraživanje zakona zračenja (Kirchhoffov, Stefan-Boltzmannov, Wienov, Planckov zakon).
Toplinsko zračenje je elektromagnetsko zračenje svih tijela koja se nalaze na temperaturi iznad apsolutne nule (0 K), odnosno odzračena energija ovisi samo o temperaturi promatranog tijela i stanju njegove površine. Primjer toplinskog zračenja je infracrveno zračenje koje emitiraju obični radijator ili električni grijač. Osoba u blizini vatre ili bilo kojeg drugog vrućeg tijela će osjetiti zračenje topline, čak i ako je okolni zrak jako hladan. Kako temperatura dalje raste, iznad 900 K, tijelo počinje žariti crvenu, zatim narančastu, žutu, bijelu i plavu boju. Kada se tijelo vidi bijelo, to znači da postoji znatan udio ultraljubičastog zračenja. 
Pripadajuće boje:
| °C     | Pripadajuća boja                  |
| ------ | --------------------------------- |
| 480    | zagasiti crveni sjaj              |
| 580    | tamno crvena                      |
| 730    | izrazito crvena, skoro narančasta |
| 930    | tamno narančasta                  |
| 1100   | blijedo žuto narančasta           |
| 1300   | žuto bijela                       |
| > 1400 | bijela (iz daljine žučkasta)      |

Pojam idealno crno tijelo je uveo Gustav Kirchhoff 1860.

## Objašnjenje
Svako tijelo ili materija, emitira elektromagnetsko zračenje kada je temperatura iznad apsolutne nule. Zračenje predstavlja pretvorbu toplinske energije tijela u elektromagnetsku energiju, i zato se zove toplinsko zračenje.
Obratno, svako tijelo ili materija upija elektromagnetsko zračenje, do nekog stupnja. Kada tijelo upije cjelokupno zračenje, koje padne na njega, u cijelom rasponu valnih duljina, onda se ono naziva idealno crno tijelo. Kada idealno crno tijelo ima ravnomjerno raspoređenu temperaturu po površini, ono emitira karakterističnu raspodjelu frekvencija, koje ovisi o temperaturi. To se zove zračenje idealnog crnog tijela.
Pojam crnog tijela je idealizirano, ono u stvarnosti ne postoji. Ipak, grafit je vrlo dobro približenje idealnom crnom tijelu. U labaratoriju, idealno crno tijelo se ostvaruje s velikim krutim tijelom koje ima šupljinu, koje ima mali otvor, jednoliko raspoređenu temperaturu, kompletno je mutno i samo vrlo malo odbija svjetlost. Tako recimo velika kutija, s grafitnim zidovima, jednolike temperature i vrlo malim otvorom, predstavlja vrlo dobro približenje.
Ako ima dovoljno veliku temperaturu, idealno crno tijelo počne žariti. Draperova točka je temperatura kada kruto tijelo počne tamno crveno svijetliti, a iznosi 798 K (525˚ C). Kod 100 K otvor izgleda crven, a kada ima 6 000 K, izgleda bijelo. Kod većih temperatura, bila kakva peć, izrađena od bilo kojeg materijala, je dobro približenje idealnog crnog tijela.
Ako postoje dva idealna crna tijela, onda će prema ravnotežnom stanju zračenja, ukupni intenzitet zračenja koje neko tijelo emitira, bilo to tijelo crno ili ne, biti jednako intenzitetu zračenja, koje to tijelo upije.
Proračun krivulje zračenja idealnog crnog tijela, bio je jedan od glavnih izazova u teorijskoj fizici 19. stoljeća. Problem je riješio 1901. Max Planck, postavivši Planckov zakon za idealno crno tijelo. Wienov zakon pomaka daje valnu dužinu maksimalnog intenziteta zračenja, a Stefan-Boltzmannov zakon određuje intenzitet zračenja nekog tijela. Planck je pretpostavio da je energija oscilatora unutar šupljine crnog tijela kvantizirana, a Eistein je na osnovu minimalne kvantne energije elektromagnetskog zračenja, 1905. objasnio fotoefekt, što je dovelo do pojave pojma fotona. To je dovelo do pojave kvantne elektrodinamike, koja je zamijenila klasičnu teoriju elektromagnetizma. Nakon toga se razvila raspodjela kvantne vjerojatnosti, ili Fermi-Diracova statistika i Bose-Einsteinova statistika, gdje je svaka bila primjenjiva za različite elementarne čestice, fermione i bozone.
Stvarna tijela se neće ponašati kao idealno crno tijelo, već će to biti samo dio toga zračenja, a to se obilježava sa stupnjom emisije (ε < 1), koji uspoređuje realno sivo tijelo s idealnim crnim tijelom. Stupanj emisije ovisi o temperaturi, kutu emisije i valnoj duljini.
Idealno crno tijelo emitirat će zračenje na svim frekvencijama, ali one teže nuli kod visokih frekvencija. Tako na primjer, kod sobne temperature, na jedan kvadratni metar, idealno crno tijelo na sobnoj temperature (310 K), će emitirati foton u vidljivom dijelu spektra (390 – 750 nm), u prosjeku svake 41 sekunde, što za praktičnu primjenu znači da nema emisije vidljive svjetlosti.

## Imitatori crnog tijela
Idealno crno tijelo ima stupanj emisije e = 1. U praksi, to se smatra objekt koji može postići više ili jednako e = 0,99. Ispod toga se smatra sivo tijelo.
Primjer skoro idealnog crnog tijela je super crno tijelo, stvoreno legurom nikla i fosfora. 2009. Tim japanskih znanstvenika je napravio materijal još bliži svojstvima idealnog crnog tijela, jednu vrstu ugljičnih nanocjevčica, koje upijaju 98 do 99% ulazne svjetlosti, u području spektra od ultraljubičastih zraka do daleko infracrvenih zraka.

## Jednadžbe idealnog crnog tijela

### Planckov zakon
{\displaystyle I(\nu ,T)={\frac {2h\nu ^{3}}{c^{2}}}{\frac {1}{e^{\frac {h\nu }{kT}}-1}}.}
gdje je I(ν,T) - intenzitet zračenja, ili energija po jedinici vremena, po jedinici površine, s koje se emitira zračenje, po jedinici prostornog kuta, po jedinici frekvencije ili valne duljine, idealno crnog tijela, pri termodinamičkoj temperaturi T, h - Planckova konstanta, c – brzina svjetlosti u vakuumu, k - Boltzmannova konstanta, ν – frekvencija elektromagnetskog zracenja, T - termodinamička temperature u Kelvinima.

### Wienov zakon pomaka
Wienov zakon pomaka tvrdi da je rapored valnih duljina, kod toplinskog zračenja idealnog crnog tijela, vrlo sličnog oblika za sve temperature, osim što se vršna vrijednost pomiče s povećanjem temperature, prema manjim valnim duljinama i ima veću vrijednost. Wienov zakon pomaka proizlazi iz Planckova zakona i tvrdi da je vršna vrijednost valne duljine zračenja obrnuto proporcionalna s termodinamičkom temperaturom idealnog crnog tijela:
{\displaystyle \lambda _{\mathrm {max} }={\frac {b}{T}}}
gdje je  λmax - valna duljina s vršnom vrijednosti intenziteta zračenja, T - termodinamička temperatura idealnog crnog tijela, i b – Wienova konstanta pomaka i jednaka je 2,897768551 × 10−3  m•K.

### Stefan-Boltzmannov zakon
Stefan-Boltzmannov zakon tvrdi da je ukupna količina energije j*, koje idealno crno tijelo zrači, po jedinici površine i u nekoj jedinici vremena, direktno proporcionalna s četvtom potencijom termodinamičke temperature T:
{\displaystyle j^{\star }=\sigma T^{4},}
gdje je σ - konstanta proporcionalnosti ili Stefan–Boltzmannova konstanta, koja je dobiva iz ostalih prirodnih konstanti.

## Emisija zračenja ljudskog tijela
Kao i sva materija, tako i ljudsko tijelo zrači elektromagnetsko zračenje, ali uglavnom u području infracrvenog zračenja. Neto zračenje je razlika između emitirane snage i upijene snage:
{\displaystyle P_{\rm {net}}=P_{\rm {emit}}-P_{\rm {absorb}}.}
Koristeći Stefan-Boltzmannov zakon:
{\displaystyle P_{\rm {net}}=A\sigma \epsilon \left(T^{4}-T_{0}^{4}\right).}
Ukupna površina odrasle osobe je oko 2 m2, i u području srednje i daleko infracrvene emisije kože i odjeće, koeficijent emisije otprilike je sličan, kao i za sve nemetalne površine. Temperatura kože je oko 33 °C, ali odjeća to snižava na oko 28 °C, dok pretpostavljamo da je temperatura okoline 20 °C. Po tome ispada da je gubitak topline zračenjem ljudskog tijela:
{\displaystyle P_{\rm {net}}=100\ \mathrm {W} .}
Ukupna energija koju zrači čovjek u jednom danu je oko 9 MJ ili oko 2 000 kcal, koju čovjek mora nadoknaditi hranom. Postoje i drugi oblici provođenja topline, kao što je konvekcija topline i isparavanje (ljudski znoj), dok je kondukcija topline zanemariva. Ako čovjek vrši neku fizičku aktivnost, onda se višak topline oslobađa pojačanim znojenjem. Zato je gubitak topline zračenjem ljudskog tijela od 100 W samo gruba procjena, ali se uzima u proračunima klimatizacije kao činjenica koju treba uzeti u obzir.
Primjenom Wienovog zakona pomaka na ljudsko tijelo, dobijemo vršnu vrijednost zračenja od:
{\displaystyle \lambda _{\rm {peak}}={\frac {2.898\times 10^{6}\ \mathrm {K} \cdot \mathrm {nm} }{305\ \mathrm {K} }}=9500\ \mathrm {nm} .}
Zato ako promatramo ljudsko tijelo s infracrvenim uređajima, oni moraju biti osjetljivi u području od 7 000 do 14 000 nm.